# 鮑靚
鮑靚（？年—？年），字太玄，一說其為東海（今江蘇常熟縣）人，一說陳留（今河南開封市）人，也有其為上黨人說法，西漢司隸鮑宣後人，鮑姑之父。

## 生平
鮑靚兼通天文、河洛諸書。曾擔任南陽中部都尉，後為南海太守。
葛洪拜南海太守鮑靚為師，學習煉丹術，鮑靚見葛洪好學，相當器重他，便將女兒鮑姑嫁給他。
東晉元帝大興二年（319年），鮑靚為其女鮑姑修道行醫而建造三元宮，稱越崗院。

## 軼事
鮑靚五歲時，他告訴與他的父母說：“我本是曲陽縣李姓人家的兒子，九歲時不慎墜井而死。”，鮑靚父母於是尋訪這戶人家。在那果然找到姓李的家族，經推問發現鮑靚所說皆符驗。
王機擔任廣州刺史時，一日入廁所，看見兩個人穿著黑衣服，兩人和王機打架，王機很久才抓住他們，他們卻變成兩個像烏鴉的東西。王機將此事告訴鮑靚，鮑靚說：「此物不吉祥。」，於是王機將那東西焚毀，沒想到那些東西徑直飛上了天，王機不久後被處死。
東晉大興元年（公元318年），鮑靚見到仙人陰長生，陰長生傳授給他修道的秘訣，鮑靚活了一百多歲才去世。陰長生還傳授刀解之術。
鮑靚死後葬於石子岡。蘇峻作亂時，掘鮑靚墓，開棺卻不見屍骨，僅有大刀一把。賊人欲取走大刀，突然墳墓左右出現兵馬嘶殺聲，眾賊大驚失色，而大刀也發出如雷震之音，眾賊於是逃跑。

## 延伸阅读
[在维基数据编辑]
 《晉書·卷095》，出自房玄齡《晉書》